# Gerres silaceus
Gerres silaceus és una espècie de peix pertanyent a la família dels gerrèids.

## Descripció
- La femella fa 10,7 cm de llargària màxima.
- Aleta caudal curta.[5]

## Hàbitat
És un peix marí, de clima tropical i demersal.

## Distribució geogràfica
Es troba al Pacífic occidental: el sud de la península de Malaca.

## Observacions
És inofensiu per als humans.